# Smokrić
Smokrić falu Horvátországban Lika-Zengg megyében. Közigazgatásilag Lovinachoz tartozik.

## Fekvése
Gospićtól légvonalban 32 km-re, közúton 47 km-re délkeletre, községközpontjától légvonalban 3 km-re, közúton 4 km-re északkeletre a Likai karsztmező délkeleti részén, a Likai-középhegység lábánál fekszik.

## Története
A török 1527-ben szállta meg a Lika területét, melynek lakossága elmenekült. Az újratelepítés első szervezője Marko Mesić volt aki 1691 és 1712 között lényegében teljesen újratelepítette a területet. Az új lakosság többségét bunyevácok képezték akik a Tengermellék és Észak-Dalmácia területéről érkeztek. Lakói az otocsáni ezred keretében katonai határőrszolgálatot láttak el. A 18. század közepén Gospić székhellyel újraszervezték a likai határőrezredet és a század székhelye Lovinac lett. A katonai közigazgatás 1881-ben szűnt meg, amikor a területet integrálták a polgári közigazgatásba. Megalakult Lika-Korbava vármegye és benne Lovinac község, melyhez Smokrić is tartozott. 1857-ben 792, 1910-ben 793 lakosa volt. A trianoni békeszerződés előtt Lika-Korbava vármegye Gračaci járásához tartozott. Ezt követően előbb a Szerb-Horvát-Szlovén Királyság, majd Jugoszlávia része lett. Iskoláját 1953-ban a kevés gyermek miatt bezárták, az itteni tanulók ezután Lovinacra jártak iskolába. 1991-ben lakosságának 99 százaléka horvát volt. A honvédő háború során még ez év szeptemberében elfoglalták a szerb szabadcsapatok. A horvát hadsereg 1995. augusztus 6-án foglalta vissza a települést. A falunak 2011-ben 23 lakosa volt.

## Lakosság
| Lakosság változása | Lakosság változása | Lakosság változása | Lakosság változása | Lakosság változása | Lakosság változása | Lakosság változása | Lakosság változása | Lakosság változása | Lakosság változása | Lakosság változása | Lakosság változása | Lakosság változása | Lakosság változása | Lakosság változása | Lakosság változása |
| ------------------ | ------------------ | ------------------ | ------------------ | ------------------ | ------------------ | ------------------ | ------------------ | ------------------ | ------------------ | ------------------ | ------------------ | ------------------ | ------------------ | ------------------ | ------------------ |
| 1857               | 1869               | 1880               | 1890               | 1900               | 1910               | 1921               | 1931               | 1948               | 1953               | 1961               | 1971               | 1981               | 1991               | 2001               | 2011               |
| 792                | 716                | 582                | 811                | 859                | 793                | 739                | 732                | 472                | 424                | 288                | 257                | 177                | 102                | 55                 | 23                 |

## Nevezetességei
Védett műemlék a Suvaja folyón átívelő kőhíd, mely összeköti Smokrić települést Lovinaccal. A híd a 18. század első felében épült, és annak a történelmi útnak a szerves része, amely összekötötte a Likai ezred területét Zára városával. A híd közelében található ciszterna a 19. század végén épült hasonlóan azokhoz a vízellátást biztosító létesítményekhez, amelyeket a Lika környékén a 19. század utolsó negyedében építettek.